# Władcy Texcoco
Lista władców (tlatoque) Texcoco.

## Władcy przedhiszpańscy
| Tlatoani i data panowania                                            | Wizerunek | Data urodzenia i rodzice                                            | Data śmierci            | Szczegóły                                   |  |
| -------------------------------------------------------------------- | --------- | ------------------------------------------------------------------- | ----------------------- | ------------------------------------------- |  |
| Quinatzin Tlaltecatzin                                               |           | syn Tlotzina Pochotla                                               |                         |                                             |  |
| Techotlalatzin                                                       |           | syn Quinatzina                                                      |                         |                                             |  |
| Ixtlilxochitl Ome Tochtli                                            |           | syn Techotlalatzina                                                 |                         |                                             |  |
| Nezahualcoyotl Acolmiztli 4 Trzcina (1431) – 6 Nóż krzemienny (1472) |           | 1 Królik (1402) syn Ixtlilxochitl i Matlalcihuatzin z Tenochtitlánu | 6 Nóż krzemienny (1471) |                                             |  |
| Nezahualpilli 6 Nóż krzemienny (1472) – 10 Trzcina (1515)            |           | 11 Nóż krzemienny (1464) syn Nezahualcoyotla                        | 10 Trzcina (1515)       | Według źródeł raczej zaginął aniżeli umarł. |  |
| Cacamatzin 11 Nóż krzemienny (1516) – 2 Nóż krzemienny (1520)        |           | syn Nezahualpilliego i córki Cacamatzina z Tenochtitlánu            | 2 Nóż krzemienny (1520) | Zabity przez Hiszpanów w Acalan.            |  |

## Kolonialni władcy
| Tlatoani i data panowania                                                        | Data urodzenia | Data śmierci            | Szczegóły                           |  |
| -------------------------------------------------------------------------------- | -------------- | ----------------------- | ----------------------------------- |  |
| Coanacoch 3 Dom (1521) – 6 Nóż krzemienny (1524)                                 |                | 6 Nóż krzemienny (1524) | Stracony przez Hernana Cortesa.     |  |
| Tecocoltzin 6 Nóż krzemienny (1524) – 7 Dom (1525)                               |                | 7 Dom (1525)            |                                     |  |
| Fernando de Cortés Ixtlilxochitl 8 Królik (1526) – 13 Trzcina (1531)             |                | 13 Trzcina (1531)       |                                     |  |
| Carlos Ahuachpitzactzin 13 Trzcina (1531) – 8 Trzcina (1539)                     |                | 8 Trzcina (1539)        | Spalony na stosie za bałwochwalstwo |  |
| Antonio Pimentel Tlahuitoltzin 9 Nóż krzemienny (1540) – 7 Nóż krzemienny (1564) |                | 7 Nóż krzemienny (1564) |                                     |  |